# Пресновская крепость
Пресно́вская крепость — сторожевое укрепление Тоболо-Ишимской линии. Крепость располагалась на месте нынешнего села Пресновка Жамбылского района Северо-Казахстанской области.

## История
Это одно из старейших, так называемых линейных русских поселений не только в Степном крае, но и в Западной Сибири в целом. Станица Пресновская возникла в 1752 году на пограничной для того времени линии, называемый в официальных бумагах «десятиверстною полосою». Во исполнении сенатского Указа с 1752 года начинается возведение Новоишимской (Горькой — по цепи горько-соленых озер) линии, которая кратчайшим расстоянием в 565 верст соединила Омск и Звериноголовскую. Объекты Горькой линии сооружались одновременно на всем протяжении — летом 1752 года в пределах нынешний территории области возведены: 11 крепостей, 33 редута и 42 маяка, среди них и крепость Пресновская.
Крепость была четырехугольной, построенная по типовому проекту. При крепости были станичное управление, церковь, казачья школа.
В крепости были построены из березового леса две казармы, офицерская светлица, несколько амбаров. Все это площадью около 1 гектара было огорожено, были установлены пушечные батареи. По контуру укрепления, в 20 метрах перед стенами, были установлены рогатки, а еще далее, в поле — надолбы. Основные работы по линии были завершены в 1755 году.
Первоначально на охрану линии направлялись сроком на 2 года команды донских и украинских казаков, а также башкиро-мещеряцких отрядов. Временные командировки не могли создать постоянного контингента служивых людей. Отменив с 1763 года командировки донских и уральских казаков было предложено численность крепостного казачества пополнить зачислением в его состав «разного чина людей». В 1770 году на линии были размещены и зачислены в казаки 150 ссыльных запорожцев, участвовавших в движении против польской шляхты («колиивщина»). Для искоренения малороссийского «вольного духа» гайдамак Иван Найда стал Ванькой Найдиным, Грицко Таран — Гришкой Тарановым, Остап Негода — Оськой Негодиным. В станице Пресновской 1771 году появилось семь запорожцев, выделявшихся своим независимым видом, своенравием и одеждой турецкого покроя.
Станица Пресновская, как и все другие станицы на Горькой линии, стояли в степи в окружении земляных городищ и ветряных мельниц, её улицы утопали в пыли и чахлой зелени палисадников, а на крышах пятистенных и крестовых домов красовались жестяные петухи. Славилась станица ярмарками, шумными и яркими, как карусели. Валом валил народ, свободный по воскресеньям от полевых и домашних работ, на просторную базарную площадь, где можно было девчатам и ребятишкам покататься на карусели, побаловаться дешевыми леденцами и вяземскими пряниками, полузгать семечки. В конце Петрова дня открывалась в степной стороне традиционная конская ярмарка. Ежегодно в эти дни, в издревле облюбованные кочевыми народами места, сгонялись из глуби окрестных степей тысячные конские косяки. Кого только не привлекало в пустынную степь это шумное и красочное торжище! Из трех видов торговли: ярмарочной, стационарной и меновой — господствовала ярмарочная и по сумме оборотов станица Пресновская была важнейшим торговым пунктом уезда, денежный и меловой торг в ней простирался до 1 млн рублей.

## Известные люди
- Фаддей Львович Глебов
- Иван Петрович Шухов
- Яков Иванович Батырев